# Phalaenopsis fuscata
Phalaenopsis fuscata là một loài lan đặc hữu của miền tây and central Malesia.

## Hình ảnh

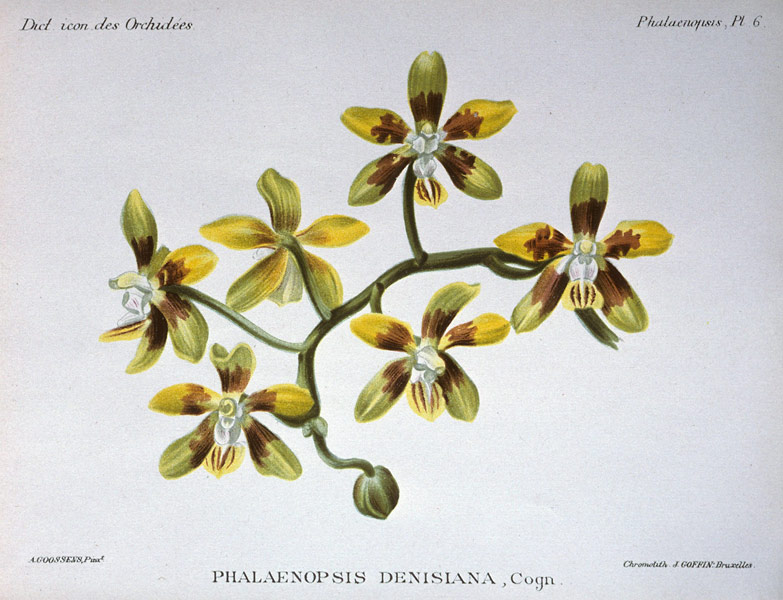